# Neurochirurgie

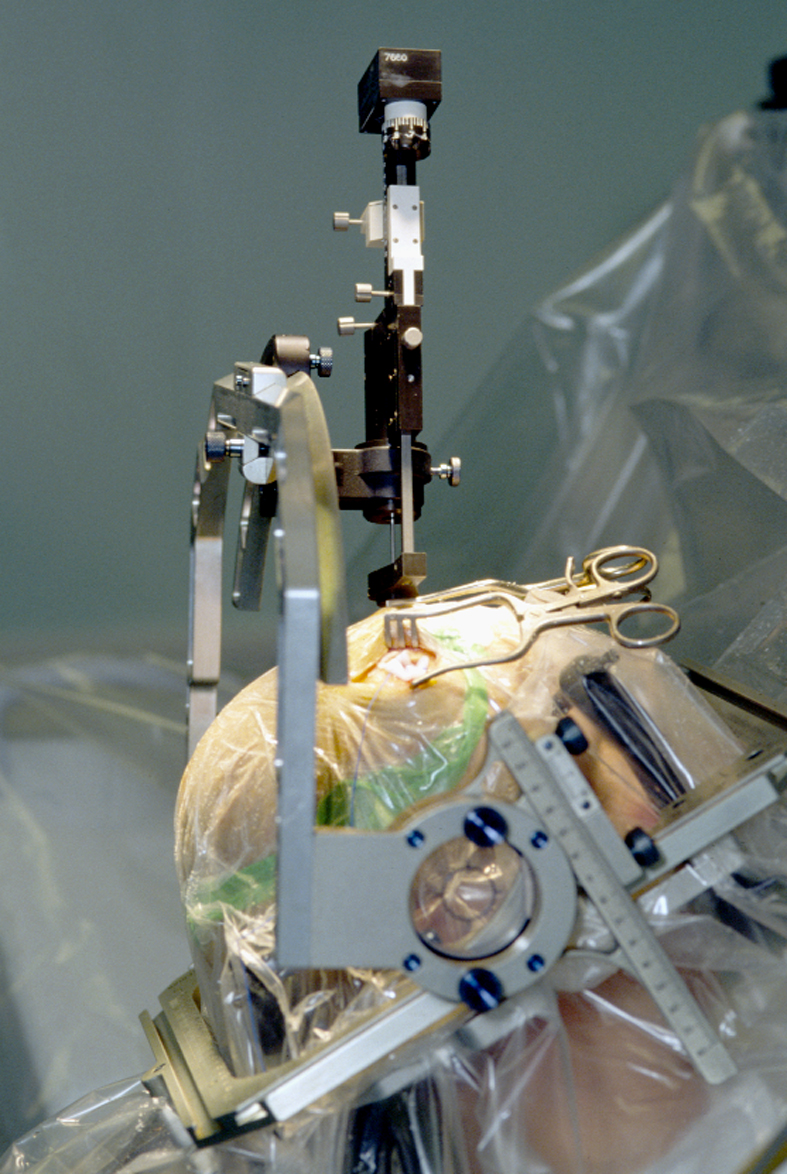
Operace mozku

Neurochirurgie je jedno z odvětví chirurgie zabývající se léčbou onemocnění, která postihují nervový systém, tedy mozek, periferní nervovou soustavu, páteř a míchu. Tento obor řeší nemoci, které souvisí s úrazy mozku nebo míchy, mozkovými a míšními nádory, degenerativním onemocněním páteře atd. Jako samostatný obor, který řeší expanzivně chovající se léze, se vyčlenila onkochirurgie a také cévní chirurgie, která se zabývá degenerativním onemocněním páteře či funkčními nervovými chorobami, jakými jsou například bolest hlavy nebo epilepsie. Neurochirurgie úzce souvisí s neurologií, která se však zabývá pouze diagnostikou a konzervativní terapií. Lékař specializující se na tento obor se nazývá neurochirurg.

## Počátky neurochirurgie v Československu
Jako jedno z prvních neurochirurgických pracovišť v Československu vzniklo v 60. létech 20. století v ÚVN v Praze. Toto pracoviště bylo založeno akademikem Zdeňkem Kuncem v roce 1959. I v současné době zajišťuje oborové atestace a patří stále k nejlépe pracujícím neurochirurgickým zařízením v České republice.

## Současnost
V současné době většina neurochirurgických pracovišť v České republice disponuje nejmodernějšími přístroji. Mezi základní neurochirurgické přístroje patří operační mikroskopy, peroperační navigace, fibroskop, peroperační elektrofyziologická monitorace, ultrazvukový aspirátor a řada dalších. V posledních letech navíc začala neurochirurgie spolupracovat s dalšími lékařskými obory (plastická chirurgie, ORL, aj.).

## Diagnostické metody
Viz článek Neurologie.